# بروشغورن
بروشغورن (بالإنجليزية: Bruschghorn)‏ هو أحد جبال سلسلة جبال الألب ليبونتيني ويقع في كانتون غراوبوندن في سويسرا. يحتل المرتبة رقم 191 في قائمة جبال سويسرا من حيث الارتفاع، إذ يبلغ ارتفاعه حوالي 3056 متر، بينما يبلغ ارتفاع نتوء الجبل 577 متر.